# Gomspene

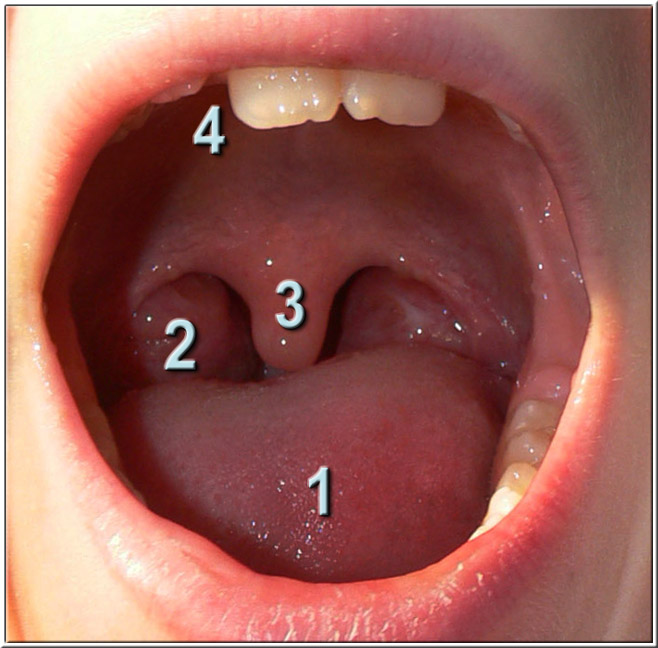
En gapande mun – gomspenen är märkt med 3.

Gomspenen, latin uvula palatina, är en liten tappformig vävnad i mjuka gommen (eller gomseglet) som hänger ner baktill i munhålan. Den består av slemhinna, bindväv och muskulatur. Gomspenen tillsammans med övriga delar av mjuka gommen stänger vägen till näshålan vid sväljning. Den bidrar också vid vissa språkljud, till exempel tungrots-r och tonande uvular frikativa.